# Фриц Рудолф Фриз
Фриц Рудолф Фриз (на немски: Fritz Rudolf Fries) е немски писател и преводач, автор на романи, разкази, автобиография, есета и пътеписи.

## Биография
Фриц Рудолф Фриз е роден през 1935 г. в Билбао, Испания. Баща му е търговец и като войник във Втората световна война е застрелян от италиански партизани. Майка му е с испанско потекло. През 1942 г. семейството се мести от Билбао в Лайпциг, където Фриз преживява бомбардировките на града.
Следва англистика, романистика и испанистика в Лайпцигския университет и става литературен преводач от английски, френски и испански (Калдерон, Сервантес, Неруда и др.), конферентен преводач (между другото в Прага и Москва) и писател на свободна практика. Освен това си създава име с издаването на четиритомен сборник с творби на Борхес.
От 1960 до 1966 г. работи като асистент на Вернер Краус в Академията на науките на ГДР в Берлин. През 1964 г. пътува за Куба.
Първият роман на Фриз „Пътят за Ооблиадоо“ („Der Weg nach Oobliadooh“) не получава в ГДР разрешително за печат и през 1966 г. излиза с посредничеството на Уве Йонзон във ФРГ.
Кариерата на Фриз като писател в ГДР не протича безпроблемно. След като първият му роман е публикуван на Запад, през 1966 г. той загубва работата си в източноберлинската Академия на изкуствата. И по-късно Фриз се отклонява от предписания от държавната партия ГЕСП социалистически реализъм. Но понеже произведенията му не съдържат открита критика към ГДР, той може да работи като автор на книги и радиопиеси и като преводач.
През 1972 г. Фриз става член на ПЕН клуба на ГДР и скоро след това е избран в неговото ръководство. През същата година Министерството на държавната сигурност го вербува за сътрудник. Агентурната му дейност продължава до 1985 г.
През 1996 г. писателят сам разкрива дейността си като доносник и в резултат е изключен от всички сдружения, в които членува – ПЕН клуба, Академията на изкуствата в Берлин, Баварската академия на изящните изкуства и Немската академия да език и литература.
За Фриз е трудно да се справи с тази част от своето минало, което личи от публикувания през 2010 г. роман „Всичко за безумието на една игра“ („Alles eines Irrsinns Spiel“). Тук Фриз се потапя във фамилните митове и във времето на своето детство. С тази творба се затваря кръг към първия му роман, който също носи биографични черти и описва любовта му към джаза и излетите в Западен Берлин за концертни представления. Романите на Фриз се разгръщат под знака на пикареската, фантастиката и хумора.
Писателят умира през 2014 г. край Берлин на 79-годишна възраст.